# Biblia alfonsina
La llamada Biblia alfonsina es una biblia romanceada, es decir, una traducción libre de la Biblia al castellano, de la época del rey Alfonso X el Sabio, que reinó en Castilla desde el 1252 hasta el 1284. No se sabe si la traducción quedó acabada antes de su muerte ni hay pruebas de que fuese una traducción de toda la Biblia. Però sí se sabe que no era una traducción literal, sinó una paráfrasis, es decir, una versión libre con fines educativos para los miembros de la corte.

## Historia
Patrocinada por el rey Alfonso X, la llevó a cabo la Escuela de Traductores de Toledo, que tomó como punto de partida el texto latino de la Vulgata de Jerónimo, como era costumbre antiguamente.
Forma parte de la General estoria, ambicioso proyecto de una historia universal, en donde aparecen solo algunos fragmentos.

## Particularidades
Esta obra desapareció como la gran mayoría de libros de aquellas épocas. Actualmente solo han quedado escasos fragmentos que nos dan una idea de cómo estaba escrito.
Se utilizó el castellano medieval, que conservaba muchas características del latín vulgar.

## Antecedentes
Previamente, y durante el propio siglo XIII, se había llevado a cabo otra traducción de algunos pasajes bíblicos, la llamada Biblia prealfonsina, de la que se conservan algunos fragmentos en la Real Biblioteca del Monasterio de San Lorenzo de El Escorial.